# Oenain
Oenain is een bestuurslaag in het regentschap Timor Tengah Utara van de provincie Oost-Nusa Tenggara, Indonesië. Oenain telt 412 inwoners (volkstelling 2010).